# Dravidogecko meghamalaiensis
Dravidogecko meghamalaiensis — вид геконоподібних ящірок родини геконових (Gekkonidae). Ендемік Індії. Описаний у 2019 році.

## Поширення і екологія
Dravidogecko meghamalaiensis мешкають в штаті Тамілнад на півдні Індії, в горах Мегхамалай, які є частиною Західних Гат. Вони живуть у вічнозелених та мішаних вологих тропічних лісах, на висоті від 1300 до 1600 м над рівнем моря, де середньорічна кількість опадів становить 1500 мм.